# تراب (مدينة)
تراب (بالفرنسية: Trappes)‏ هي بلدية فرنسية في إقليم الإيفلين في منطقة إيل دو فرانس.

## المناخ
يظهر الجدول التالي التغييرات المناخية على مدار السنة لتراب:
| البيانات المناخية لـتراب                       | البيانات المناخية لـتراب | البيانات المناخية لـتراب | البيانات المناخية لـتراب | البيانات المناخية لـتراب | البيانات المناخية لـتراب | البيانات المناخية لـتراب | البيانات المناخية لـتراب | البيانات المناخية لـتراب | البيانات المناخية لـتراب | البيانات المناخية لـتراب | البيانات المناخية لـتراب | البيانات المناخية لـتراب | البيانات المناخية لـتراب |
| الشهر                                          | يناير                    | فبراير                   | مارس                     | أبريل                    | مايو                     | يونيو                    | يوليو                    | أغسطس                    | سبتمبر                   | أكتوبر                   | نوفمبر                   | ديسمبر                   | المعدل السنوي            |
| ---------------------------------------------- | ------------------------ | ------------------------ | ------------------------ | ------------------------ | ------------------------ | ------------------------ | ------------------------ | ------------------------ | ------------------------ | ------------------------ | ------------------------ | ------------------------ | ------------------------ |
| الدرجة القصوى °م (°ف)                          | 16.0 (60.8)              | 19.5 (67.1)              | 23.5 (74.3)              | 28.0 (82.4)              | 30.9 (87.6)              | 35.4 (95.7)              | 37.6 (99.7)              | 39.1 (102.4)             | 34.6 (94.3)              | 29.0 (84.2)              | 21.0 (69.8)              | 16.8 (62.2)              | 39.1 (102.4)             |
| متوسط درجة الحرارة الكبرى °م (°ف)              | 6.4 (43.5)               | 7.6 (45.7)               | 11.5 (52.7)              | 14.7 (58.5)              | 18.5 (65.3)              | 21.7 (71.1)              | 24.3 (75.7)              | 24.2 (75.6)              | 20.5 (68.9)              | 15.7 (60.3)              | 10.1 (50.2)              | 6.7 (44.1)               | 15.2 (59.4)              |
| متوسط درجة الحرارة الصغرى °م (°ف)              | 1.3 (34.3)               | 1.3 (34.3)               | 3.6 (38.5)               | 5.5 (41.9)               | 9.1 (48.4)               | 12.1 (53.8)              | 14.0 (57.2)              | 13.8 (56.8)              | 11.0 (51.8)              | 8.2 (46.8)               | 4.3 (39.7)               | 2.0 (35.6)               | 7.2 (45.0)               |
| أدنى درجة حرارة °م (°ف)                        | −15.8 (3.6)              | −15.6 (3.9)              | −10.5 (13.1)             | −4.1 (24.6)              | −1.2 (29.8)              | 0.1 (32.2)               | 2.0 (35.6)               | 4.0 (39.2)               | −0.5 (31.1)              | −5.2 (22.6)              | −8.9 (16.0)              | −14.3 (6.3)              | −15.8 (3.6)              |
| الهطول مم (إنش)                                | 59.4 (2.34)              | 50.0 (1.97)              | 53.7 (2.11)              | 54.9 (2.16)              | 63.9 (2.52)              | 53.7 (2.11)              | 61.7 (2.43)              | 53.7 (2.11)              | 51.4 (2.02)              | 68.8 (2.71)              | 57.1 (2.25)              | 65.9 (2.59)              | 694.2 (27.33)            |
| متوسط أيام هطول الأمطار                        | 11.1                     | 10.1                     | 10.9                     | 9.6                      | 10.6                     | 8.6                      | 8.3                      | 7.8                      | 8.3                      | 10.4                     | 10.9                     | 11.7                     | 118.5                    |
| متوسط الرطوبة النسبية (%)                      | 89                       | 84                       | 79                       | 75                       | 76                       | 76                       | 75                       | 76                       | 81                       | 86                       | 89                       | 89                       | 81.3                     |
| المصدر #1: Météo France                        |                          |                          |                          |                          |                          |                          |                          |                          |                          |                          |                          |                          |                          |
| المصدر #2: Infoclimat.fr (humidity, 1961–1990) |                          |                          |                          |                          |                          |                          |                          |                          |                          |                          |                          |                          |                          |

## الجريمة
تشتهر الضاحية بعنف العصابات وتنامي الفقر. وتتضمن على عدد كبير من المهاجرين من شمال أفريقيا، نسبة كبيرة منهم تتبنى التيار الإسلامي. حيث تطغى مظاهر الأصولية الإسلامية التي تتبع السلفية والوهابية. وفقًا للحكومة الفرنسية، فقد انضم 67 شخصًا من تراب إلى داعش، وشن آخرون هجمات داخل فرنسا. 
في يوليو 2013، تعرض مركز شرطة تراب لهجوم من قبل حشد من المسلمين الفرنسيين رداً على اعتقال رجل اعتدى على ضابط شرطة أثناء التحقق من هوية زوجته المنقّبة.
  

## توأمة
لتراب (مدينة) اتفاقيات توأمة مع كل من:
- كاستليوني دل لاغو
- كونجليتون
- Kopřivnice [الإنجليزية]‏
- بدر (السنغال)

## أعلام
- لا فوين
- ليندا براديل
- ماساديو هايدارا
- كيفن هارلي
- وليد مسلوب